# Tekstil
Tekstil je materijal ili proizvod dobiven od  vlakana koja čine predivo ili pletivo. Osim predenjem i pletenjem, razni se tekstilni materijali mogu proizvesti tkanjem, uzlanjem, pustanjem, šivanjem, iglanjem i lijepljenjem. Postupkom tkanja dobiva se tkanina ili platno, a postupkom pletenja pletivo (iz kojeg se izrađuje trikotaža). 
Predivo se proizvodi tako što se sirova vuna, pamuk ili drugi materijal upredaju i motaju na kotač kako bi se proizveli dugački tanki konopi prediva. Tekstil se proizvodi miješanjem, sjeckanjem i prešanjem vlakna zajedno.

## Galerija
- Tržnica tekstila u Pakistanu
- Prodavaonica u Jemenu
- Tradicionalni rumunjski stolnjak

## Vanjske poveznice
- Textile Research Journal
- Medicinski tekstil Hrvatska tehnička enciklopedija, portal hrvatske tehničke baštine. LZMK

- Netkani tekstil Hrvatska tehnička enciklopedija, portal hrvatske tehničke baštine. LZMK

- Njega tekstila Hrvatska tehnička enciklopedija, portal hrvatske tehničke baštine. LZMK

- Pozamenterija Hrvatska tehnička enciklopedija, portal hrvatske tehničke baštine. LZMK

- Pređa Hrvatska tehnička enciklopedija, portal hrvatske tehničke baštine. LZMK

- Tehnički tekstil Hrvatska tehnička enciklopedija, portal hrvatske tehničke baštine. LZMK